# 王標極
王標極（？—？），字斗瞻，北直真定府南宮縣（今河北南宮）人，明末清初政治人物，崇禎進士。

## 生平
明朝崇禎九年丙子科鄉試第六十四名舉人，十年（1637年）丁丑科進士，大理寺觀政，本年十月授户部江西司主事，十一年升陜西司署郎中，甘固管粮，十三年升陜西佥事，十五年升山西右参议，朔州道，十六年拾遺，補山東佥事，東兖道。
清兵入關時歸順，清順治元年授山东按察使司佥事济南道，十月升为本省布政使司右参政管左布政使事。